# 加藤百合子
加藤 百合子（かとう ゆりこ、1974年6月19日 - ）は、日本の実業家。篤農家。株式会社エムスクエア・ラボ創業者・代表取締役社長。デジタル田園都市国家構想実現会議委員。スズキ取締役。スズキ財団理事。美しい“ふじのくに”まち・ひと・しごと創生県民会議構成員。

## 略歴・人物
1974年6月19日、千葉県鎌ケ谷市に生まれた。アパレル業を営んでいた父親に「制服が可愛いから」という理由で勧められた東京女学館中学校に進学。入学後、他の教科の授業中にいわゆる「内職」で数学を勉強しており、ある時それを先生に見咎められ教壇の前に立たされ説教を受けた。そのことに嫌気が差したため中学2年生の夏休みに自主退学し、地元の公立中学校に転入した。高校受験を経て慶應義塾女子高等学校に進学。当初は慶應義塾大学への内部進学を考えていたが、テレビアニメ『ドラえもん』の環境問題に関する回を偶然観たことで、「このままでは地球から酸素が無くなり、食糧難が訪れるのでは」と危機意識を抱き、環境・食糧問題に取り組める農学・生物学系の分野を志した。しかし、慶應義塾大学には該当する学部・学科がなかったため、東京大学理科二類を外部受験した。
1998年、東京大学農学部を卒業。1999年、英国クランフィールド大学（Cranfield University）で修士号（Precision Farming分野）を取得。2000年、NASAの植物工場プロジェクトに参画、翌年帰国。2000年、キヤノン入社。2001年に退社。産業用機械開発メーカーに勤務（R&Dリーダー）。2009年、株式会社エムスクエア・ラボを静岡県菊川市で創業（ベジプロバイダー事業）。2012年6月19日、日本政策投資銀行の第1回女性新ビジネスプランコンペティション大賞を受賞。2015年、地域創生農林水産業ロボット推進協議会（開発コンソーシアム）を設立。農業ベンチャーのテラスマイル（宮崎市）と連携しAIを活用した出荷量予測システム「ライトアーム」を共同開発。6月、スズキ財団理事に就任。2017年1月5日、野菜バス実験運行がスタート。2017年5月24日、農業と新技術の総合会議「AG/SUM（アグサム：アグリテック・サミット）」セッション「次世代がつくる新しい農業のかたち」パネリスト。2018年4月6日、やさいバス株式会社が農業競争力強化支援法に基づく事業再編計画に認定される。2019年9月18日、農業用ロボットをエムスクエア・ラボとスズキが共同開発。2020年6月26日、スズキ取締役に就任。2021年11月11日、デジタル田園都市国家構想実現会議委員に就任。